# Platynaspis
Platynaspis је род тврдокрилаца из породице Coccinellidae.

## Врсте
- Platynaspis bella Wollaston, 1864 (Canaries)
- Platynaspis bisignata Mulsant (Madagascar)
- Platynaspis capicola  Crotch, 1874 (Africa, Indian Ocean islands)
- Platynaspis flavoguttata  (Gorham, 1894)
- Platynaspis litura Weise, 1891
- Platynaspis luteorubra  (Goeze, 1777)
- Platynaspis mesomelas Klug, 1833
- Platynaspis nepalensis  Canepari, 1997
- Platynaspis nigra  (Weise, 1879)
- Platynaspis ocellimaculata  Pang & Mao, 1979
- Platynaspis pilosa Sicard, 1930
- Platynaspis saundersii Crotch 1874
- Platynaspis rufipennis  Gerstaecker, 1871
- Platynaspis solieri Mulsant  (from Africa)
- Platynaspis trimaculata  Weise, 1910
- Platynaspis usambarica Weise 1897
- Platynaspis villosa Fourcroy, 1785

До сада је у Србији из овог рода забележенa само врста Platynaspis luteorubra.